# Elezioni parlamentari nelle Comore del 2020
Le elezioni parlamentari nelle Comore del 2020 si sono tenute il 19 gennaio (primo turno) e il 23 febbraio (secondo turno) per il rinnovo dell'Assemblea dell'Unione.
Le consultazioni sono state boicottate dai partiti dell'opposizione al Presidente Azali Assoumani, tra cui l'Unione per lo Sviluppo delle Comore e il Partito Juwa.

## Risultati
| Liste                                                               | Seggi   | Seggi    | Seggi  |
| Liste                                                               | I turno | II turno | Totale |
| ------------------------------------------------------------------- | ------- | -------- | ------ |
| Convenzione per il Rinnovamento delle Comore                        | 16      | 4        | 20     |
| Partito Arancione                                                   | 1       | 1        | 2      |
| Raggruppamento per un'Alternativa di Sviluppo Armonioso e Integrato | -       | -        | -      |
| Raggruppamento Democratico delle Comore                             | -       | -        | -      |
| Indipendenti                                                        | 2       | -        | 2      |
| Membri designati                                                    | -       | -        | 9      |
| Totale                                                              | 19      | 5        | 33     |